# Guatemalita
Guatemalita är en ort i Honduras.   Den ligger i departementet Departamento de Lempira, i den västra delen av landet, 150 km väster om huvudstaden Tegucigalpa. Guatemalita ligger 532 meter över havet och antalet invånare är 950.
Terrängen runt Guatemalita är kuperad åt sydväst, men åt nordost är den bergig. Runt Guatemalita är det ganska tätbefolkat, med 129 invånare per kvadratkilometer. Närmaste större samhälle är Gualcince, 7,2 km öster om Guatemalita. Omgivningarna runt Guatemalita är en mosaik av jordbruksmark och naturlig växtlighet.